# Habenaria selerorum
Habenaria selerorum är en orkidéart som beskrevs av Rudolf Schlechter. Habenaria selerorum ingår i släktet Habenaria och familjen orkidéer. Inga underarter finns listade i Catalogue of Life.